# Bissey-sous-Cruchaud
Bissey-sous-Cruchaud è un comune francese di 368 abitanti situato nel dipartimento della Saona e Loira nella regione della Borgogna-Franca Contea.

## Società

### Evoluzione demografica
Abitanti censiti